# Conny Waßmuth
Conny Waßmuth (ur. 13 kwietnia 1983 w Halle) – niemiecka kajakarka, mistrzyni olimpijska, siedmiokrotna mistrzyni świata.

## Kariera sportowa
Mistrzyni igrzysk olimpijskich w Pekinie w 2008 roku w konkurencji K-4 (razem z Nicole Reinhardt, Katrin Wagner-Augustin i Fanny Fischer) na dystansie 500 m. Jest dziewięciokrotną medalistką mistrzostw świata w konkurencji kajaków, w tym siedmiokrotną mistrzynią.